# Hugh L. Scott

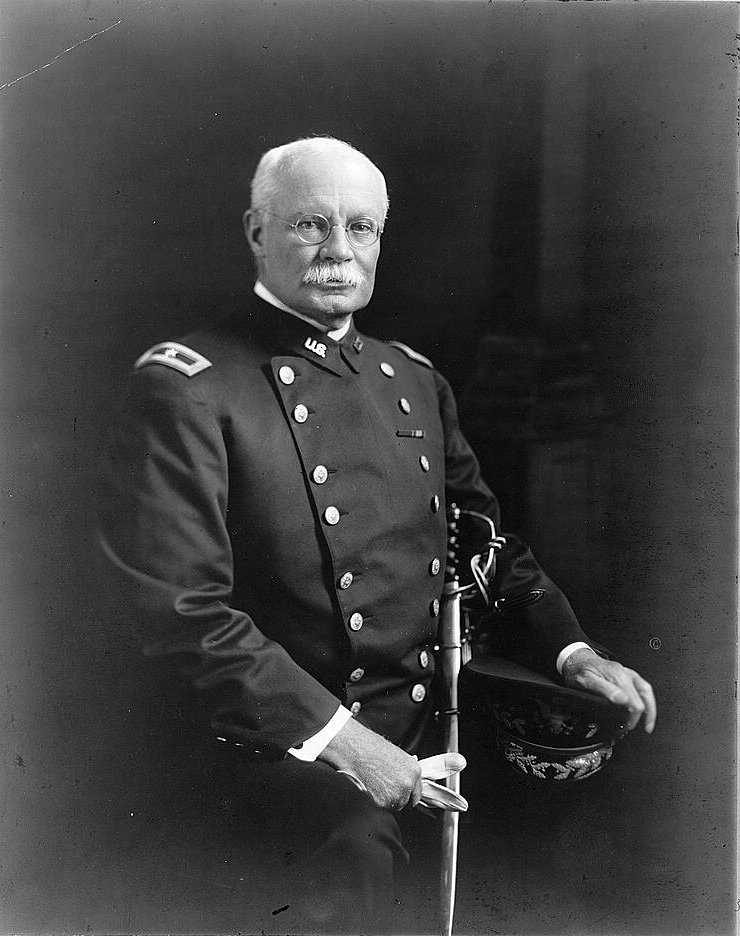
Hugh L. Scott (1914)

Hugh Lenox Scott  (* 22. September 1853 bei Danville, Kentucky; † 30. April 1934 in Washington, D.C.) war ein US-amerikanischer Generalmajor und von 1914 bis zum 22. September 1917 Chief of Staff of the Army.

## Leben
Scott wuchs in Princeton (New Jersey) auf und besuchte die United States Military Academy in West Point (New York) mit dem Abschluss 1876. Danach war er für 20 Jahre hauptsächlich beim 7th Cavalry Regiment in den Indianerkriegen im Westen der USA. Er stieß nach der Schlacht am Little Bighorn zur US-Kavallerie, interviewte Beteiligte und war damit befasst, Gräber auf dem Schlachtfeld anzulegen. Im Lauf der Zeit wurde er Experte für Indianersprachen und Kultur (zum Beispiel forschte er 1897 für die Smithsonian Institution über indianische Zeichensprache und 1884 begleitete er eine Expedition des United States Geological Survey). Er kämpfte gegen Sioux, Nez Percé und Cheyenne und unterdrückte 1891/92 die Geistertanz-Bewegung in den Reservaten, wobei er auch an Wounded Knee beteiligt war. Von 1892 bis 1897 kommandierte er die letzte Indianereinheit in der US-Armee (Troop L in der 7. Kavallerie aus Indianern der Kiowa, Comanche und Apachen), und er war für die Bewachung von Geronimo in Fort Sill (Oklahoma) zuständig. 1895 wurde er Hauptmann. Von 1898 bis 1902 nahm er am Spanisch-Amerikanischen Krieg teil und war Adjutant-General mit dem Rang eines Majors und ab 1899 eines Oberstleutnants der Freiwilligen in Havanna auf Kuba, wobei er Funktionen eines Interim-Gouverneurs während der Übergabe an die Kubaner ausfüllte.
1903 war er wieder in der US Army als Major und wurde Militärgouverneur des Sulu-Archipels. 1906–1910 war er Superintendent in West Point im temporären Rang eines Colonel. 1911 wurde er Oberstleutnant (Lieutenant Colonel) und kurz danach wieder Oberst und er kommandierte das 3. US-Kavallerie-Regiment in Texas, wobei er wieder in Indianer-Angelegenheiten verwickelt war. Im März 1913 wurde er Brigadegeneral (Brigadier-General) und er kommandierte die 2. Kavallerie-Brigade im Südwesten der USA, bei der er durch diplomatisches Geschick Navajo-Unruhen in Arizona löste. Von 1914 bis 1917 war er Generalstabschef des US-Heeres. Hier kümmerte er sich anfangs hauptsächlich um Indianer und Grenzstreitigkeiten mit Mexiko; seine Amtszeit umfasste aber auch die ersten Monate des Eintritts der USA in den Ersten Weltkrieg (April 1917) und er war schon 1916 mit Vorbereitungen für den Kriegseintritt befasst, wobei er für die Einberufung von Wehrpflichtigen eintrat. Im April 1915 wurde er zum Generalmajor befördert. 

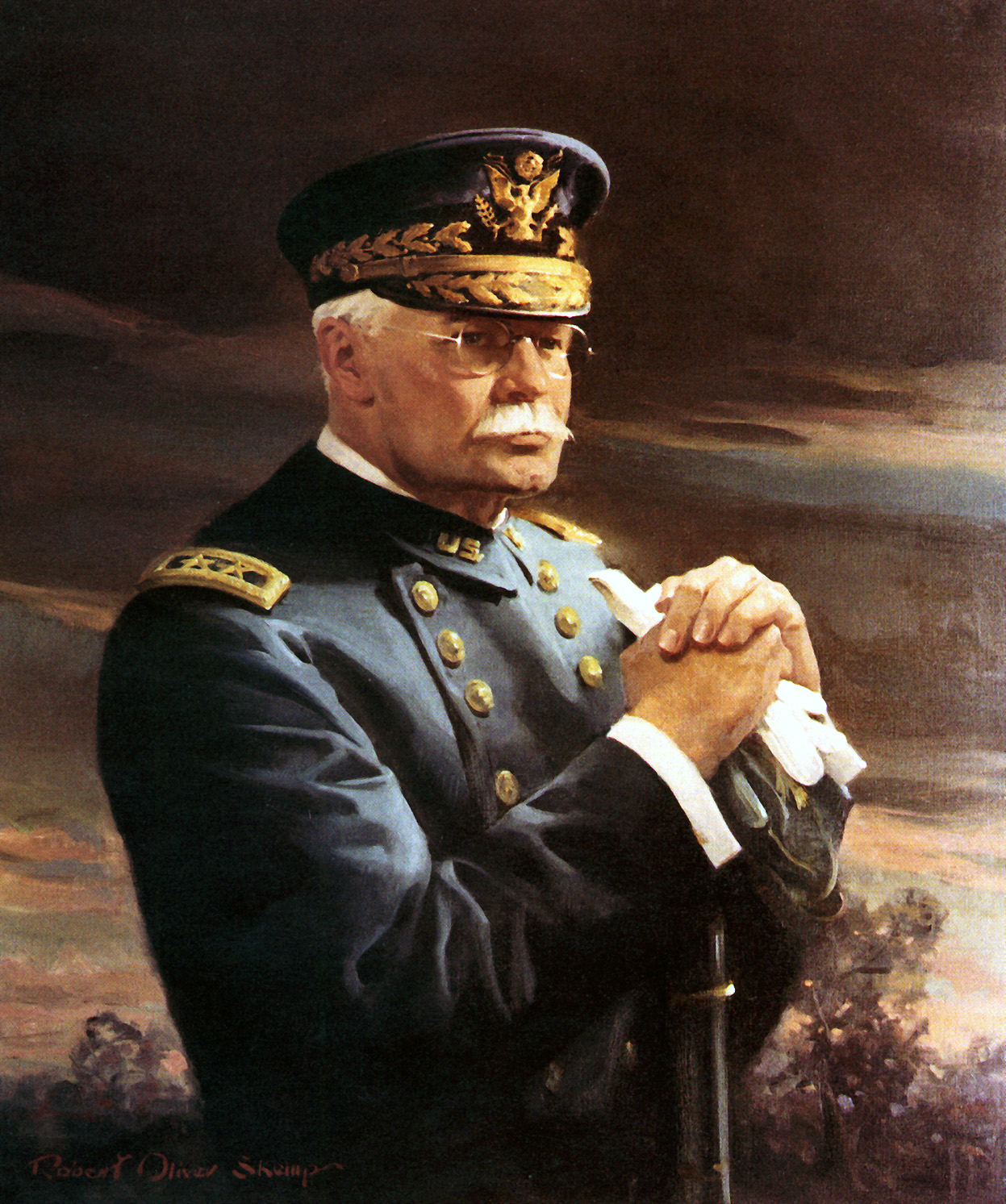
Hugh L. Scott

Im September 1917 trat er mit Erreichen des üblichen Pensionsalters als Generalstabschef in den Ruhestand, blieb aber im aktiven Dienst als Kommandeur der 78. Division in Camp Dix und von Camp Dix in New Jersey und inspizierte die Front in Frankreich. Nach dem endgültigen Ruhestand in der Army 1919 war er von 1919 bis 1929 im Board of Indian Commissioners und von 1923 bis 1933 Vorstand der New Jersey State Highway Commission.

## Schriften
- Some Memories of a soldier, 1928